# Revenez demain
Pour plus de détails, voir Fiche technique et Distribution.
Revenez demain (Приходите завтра..., Prikhodite zavtra...) est un film soviétique réalisé par Evgueni Tachkov, sorti en 1963.

## Synopsis
Une jeune fille de la campagne arrive à Moscou pour entrer au conservatoire.

## Fiche technique
- Titre original : Приходите завтра...
- Titre français : Revenez demain[1]
- Réalisation : Evgueni Tachkov
- Scénario : Evgueni Tachkov
- Photographie : Radomir Vassilevski
- Musique : Andreï Echpaï
- Pays d'origine : URSS
- Format : Couleurs - 35 mm - Mono
- Genre : comédie
- Durée : 93 minutes
- Date de sortie : 1963

## Distribution
- Ekaterina Savinova : Frossia Bourlakova
- Anatoli Papanov : Nikolaï Vassilievitch
- Nadejda Jivotova : Maria Semionovna
- Antonina Maksimova : Natacha
- Boris Bibikov : Alexandre Sokolov
- Iouri Gorobets : Kostia
- Alexandre Schirwindt : Vadim
- Youri Belov : Volodia
- Boris Kokovkine : Denis Ivanovitch